# Mediha Sultan
Mediha Sultan (turco ottomano: مدیحه سطان, lett. "degna di lodi"; Istanbul, 30 luglio 1856 – Nizza, 9 novembre 1928) è stata una principessa ottomana, figlia del sultano Abdülmecid I e della consorte Gülistu Kadin.

## Origini
Mediha Sultan nacque il 30 luglio 1856 a Istanbul, nel Palazzo Dolmabahçe. Suo padre era il sultano ottomano Abdülmecid I, sua madre una delle sue consorti, Gülistu Kadın. 
Aveva due sorelle maggiori, le gemelle Zekiye Sultan e Fehime Sultan, morte bambine, e un fratello minore, Şehzade Mehmed Vahdeddinin (Mehmed VI, ultimo Sultano dell'Impero ottomano).
Nel 1861, perse sia suo padre che sua madre, morti rispettivamente di tubercolosi e colera, e nel 1862 venne adottata da un'altra consorte, Verdicenan Kadin, che aveva appena perso sua figlia Münire Sultan, mentre suo fratello fu affidato alla consorte Şayeste Hanim. 

## Matrimonio
Nel 1875 Mediha si innamorò di Ahmed Necib Bey, figlio dello sceicco Necibzade Sami Bey. Abdülaziz, che era salito al trono dopo Abdülmecid, approvò le nozze, ma in quello stesso anno morì e, dopo il breve regno di Murad V, fratellastro di Mediha, salì al trono Abdülhamid II, anche lui suo fratellastro. Abdülhamid le negò il permesso, perché Necib aveva legami con Ali Suavi, ribelle che tentò di reinsediare Murad V, e quindi lo mandò a Parigi per separarli. Disperata, Mediha smise di mangiare, bere e dormire. Sua madre adottiva, Verdicenan Kadin, si recò allora da Rahime Perestu Sultan, madre adottiva e Valide Sultan di Abdülhamid, a chiederle di intercedere per Mediha presso il sultano. Alla fine le suppliche congiunte di Mediha, Verdicenan e Rahime Perestu riuscirono nell'intento e Abdülhamid richiamò Necid a Istanbul, dove fu nominato Paşah e i due furono fidanzati.
Nello stesso periodo furono preparati anche i matrimoni di alcune sorellastre di Mediha, Seniha Sultan, Behice Sultan e Naile Sultan. 
Il contratto di matrimonio fu redatto il 22 gennaio 1879 e la cerimonia si tenne l'8 giugno dello stesso anno, a Palazzo Yıldız. Alla coppia fu assegnato il Palazzo Tarlabaşı. I due ebbero un figlio, ma Mediha rimase vedova nell'aprile 1885.

## Secondo matrimonio
Nel 1885 Abdülhamid promise una Mediha in lutto a Avlonyalı Mehmed Ferid Pascià, e i due si sposarono il 29 aprile 1886. Il rappresentante della sposa era Hafız Behram Bey e quello dello sposo Gazi Osman Nuri Pascià. Si stabilirono a nel Palazzo di Baltalimanı, ex residenza di Fatma Sultan, mentre nel vecchio palazzo di Mediha si stabilì Zekiye Sultan, figlia di Abdülhamid II. Non ebbero figli.
Nell'ottobre 1889 fu tra le principesse che accolsero Augusta Vittoria di Germania nel Palazzo di Yıldız, quando visitò Istanbul col marito Guglielmo II. In quell'occasione Abdülhamid II supplicò e invitò lei e Seniha Sultan, altra loro sorellastra, ad astenersi dal loro solito atteggiamento rumoroso e ridanciano, ma le due riuscirono a trattenersi solo per poco, prima di ricominciare a comportarsi come al solito, tanto che Abdülhamid II di sentì in dovere di scusarsi con l'imperatrice per il comportamento delle sue sorelle.

## Esilio e morte
Alla caduta del Sultanato nel 1922 e la deposizione di suo fratello Mehmed VI Mediha e la sua famiglia lasciarono la Turchia, due anni prima dell'editto che esiliava l'intera dinastia.
Vissero prima a Nizza, dove Ferid morì nel 1923. Successivamente, si trasferì a Menton e a Sanremo, dove visse con Mehmed VI fino a quando lui morì, nel 1926. A quel punto tornò a Nizza, dove morì e venne sepolta il 9 novembre 1928.
Negli ultimi anni era stata in pessimi rapporti col figlio, che si rifiutò di prendersi cura di lei, vederla o partecipare al funerale. 

## Discendenza
Dal suo primo matrimonio, Mediha ebbe un figlio:
- Sultanzade Abdürrahman Sami Bey (1880 -1961). Nacque a Istanbul, nel Palazzo Tarlabaşı. Fu aiutante di campo di Abdülhamid II, membro del reggimento Ertuğrul e membro della corte di Şehzade Mehmed Abdülkadir. Nelle cerimonie e nelle processioni della moschea del venerdì seguiva a cavallo Abdülhamid II. Morì in esilio a Londra. Ebbe tre mogli, cinque figli e due figlie:
  - Peyveste Devlethan Hanım ( Bandırma, 1886 - Londra, 1964). Circassa della tribù Ubuh, si sposarono nel 1903 a Palazzo Baltalimanı ed ebbe da lei tre figli e due figlie: 
    - Mehmed Bahaeddin Sami Bey
    - Ahmed Rükneddin Sami Bey
    - Ömer Fethi Sami Bey
    - Fatma Kamran Sami Hanim
    - Hatice Gülistu Sami Hanim

  - Dilbeste Hanım. Sorella minore della sua prima moglie, ebbe da lei un figlio:
    - Mustafa Saib Sami Bey

  - Dilnigar Hanım. Dama di compagnia della sua prima moglie, ebbe da lei un figlio:
    - Mahmud Ekrem Sami Bey

## Personalità
Mediha amava gli usi e i costumi europei. Si vestiva in modo lussuoso e regale, con abiti di taglio europeo e con lunghi strascichi.
Era minuta, pallida, con occhi neri descritti come "splendidi", e somigliava molto a suo padre. Aveva atteggiamenti graziosi, affascinanti e squisitamente gentili, che le valsero il rispetto e l'affetto di tutti, al pari della sua sorellastra Cemile Sultan e differentemente da un'altra sorellastra, Seniha Sultan, con cui pure Mediha andava molto d'accordo, essendo entrambe allegre, ridanciane e portate al buon umore. 

## Onorificenze
Mediha Sultan venne insignita delle seguenti onorificenze:
- Ordine della Casa di Osman
- Ordine di Mejīdiyye, ingioiellato
- Ordine della Carità, 1ª classe
- Medaglia Hicaz Demiryolu, oro
- Medaglia Iftikhar Sanayi, oro